# Dombiratos
Dombiratos est un village et une commune du comitat de Békés en Hongrie.